# Ascotricha amphitricha
Ascotricha amphitricha är en svampart som först beskrevs av August Karl Joseph Corda, och fick sitt nu gällande namn av S. Hughes 1958. Ascotricha amphitricha ingår i släktet Ascotricha och familjen kolkärnsvampar.   Inga underarter finns listade i Catalogue of Life.